# 反応ゲーム2つに1つ
『反応ゲーム2つに1つ』（はんのうゲームふたつにひとつ）は、1980年10月19日から1981年7月19日までTBS系列で放送されていたTBS製作のクイズ番組である。三菱電機の一社提供。放送時間は毎週日曜19:30 - 20:00 （日本標準時）。

## 概要
一般人とタレントが参加していた視聴者参加型番組。初期と中期には解答者のチーム同士による対戦方式で行われていたが、末期には個人戦に変更された。
司会は、当時三菱の布団乾燥機のCMに出演していた西川きよしが務めていた。出題者は水沢有美（初代）と大野香菜（2代目）。きよしは番組の節目で、番組進行とは関係ないメッセージを視聴者によく投げかけていた。

## 初期のルール
初期には4人1組の一般解答者チームとタレント解答者チームによる対戦方式で、個人戦と団体戦の2つが用意されていた。○×クイズが出されていたが、解答者は問題をすべて見ることはできず、問題を見た観客の反応のみで○か×かを決めるという、知識でなく推理と勘で答えを当てる方式だった。

### 個人戦
両チームから1人ずつが代表で3つの問題に答え、さらに100人の観客がクイズに参加。問題は全て「○○といえば××」という形式だが、問題が読み上げられるのは「○○といえば」までで、答えとなる言葉は読み上げられず、「これ！」と言うアナウンスとともに解答者の見ることのできないモニターに映し出された。
- 出題例：「アニメ・サザエさんの現在のフルネームはこれ！」 → 直後に「磯野サザエ」と表記

観客は手持ちのボードで○×を出して答えを提示し、それを見て解答者も○か×かを選んだ。正解チームは10点を獲得。なお、観客は不正解でも引き続き解答を行っていた。ボードはヒマワリをモチーフにしたもので、それを首にぶら下げ、中央部（ヒマワリに例えると花冠）を回転扉のように回転させて○か×かを表示。そして、正解するたびに周囲の花びら状のもの12枚を1枚ずつ外すようになっていた。

### 団体戦
問題は4問で、さらに観客も参加した。形式は同じだったが、今度は観客はもちろん、双方の解答者チームもモニターの答えを見ることができなかった。解答者と観客が一斉に解答し（観客はボードで解答）、正解したチームは40点を獲得。一方の観客は、間違えた時点で失格となり、次の問題に参加できなかった。
最終的に一番多く点数を稼げたチームが優勝。賞金30万円と、スポンサーの三菱電機が提供する電化製品が贈られた。一方、負けチームには参加賞として賞金3万円が贈られた。観客は、個人戦での最高得点者が電化製品を獲得できた。さらに団体戦の全問正解者には、賞金10万円を正解者数で頭割りしていた。

## 中期のルール
中期には3人1組の一般解答者チーム同士による対戦となり、両チームから1人ずつが計12問の問題に答え、さらに100人の観客がクイズに参加する方式に変更された。後は初期のルールと同じ。

## 末期のルール
末期には6人の一般解答者同士による個人戦となり、彼らの解答の目安として5人の芸能人が参加得する方式に変更。これにより、観客の参加は廃止された。こちらも一般解答者が問題を見たタレントの反応のみで○か×かを決めるという、中期までのマイナーチェンジ的な方式で行われていた。
問題は全部で8問。やり方は初期の個人戦と同じで、モニターに出された答を芸能人解答者が見て解答し、一般解答者もそれを見て○か×かを答えた。正解者がいた場合、1問分の点数60点を正解者数で頭割りにしていた。点数の頭割りは以下のとおり。
1. 60点
2. 30点
3. 20点
4. 15点
5. 12点
6. 10点

最終的に一番多く点数を稼げた一般解答者が優勝。優勝者には賞金30万円と電化製品が贈られた。
| TBS 日曜19:30枠 （三菱電機の一社提供）             | TBS 日曜19:30枠 （三菱電機の一社提供）                | TBS 日曜19:30枠 （三菱電機の一社提供）                                                                               |
| 前番組                                             | 番組名                                                | 次番組 |
| -------------------------------------------------- | ----------------------------------------------------- | --- |
| チェック&チェック （1979年3月4日 - 1980年9月28日） | 反応ゲーム2つに1つ （1980年10月19日 - 1981年7月19日） | 単発特番 （1981年7月26日 - 1981年8月30日） ※19:30 - 20:55 ↓ 日曜特集 （1981年9月6日 - 1981年9月27日） ※19:30 - 20:55 |